# Насмеши се и реши се?
Насмеши се и реши се? је други студијски албум српске музичке групе Бохемија. Албум је објављен 25. марта 2019. године као заједнично издање етикете Поп депресија и колектива Кишобран. Доступан је у дигиталном формату и на ЦД-у.

## О албуму
Албум Насмеши се и реши се? сниман је током лета 2018. у врбаском студију Шамарчина. Сниматељ албума био је Роберт Телчер. За продукцију, микс и мастеровање били су задужени Телчер и Јанко Џамбас.
Званична промоција издања одржана је 11. априла 2019. у Београду, у Културном центру Град.

## Успешност на топ листама

### Годишње листе албума
| Назив листе                                                 | Приређивач листе | Позиција    | Изв.  |
| ----------------------------------------------------------- | ---------------- | ----------- | ----- |
| Балканрок изабрао најбоље у 2019: Топ 25 регионалних албума | Балканрок        | без поретка | [ 5 ] |
| Најбоље од најбољих у 2019                                  |                  | 17.         | [ 6 ] |
| ТОП 50 најбољих албума у 2019. години                       |                  | без поретка | [ 7 ] |

## Списак песама
Као аутори песама појављују се Јанко Џамбас, Дина Абу Мајале и Димитрије Мандић. У прављењу аранжмана учествовали су сви чланови групе.
| №               | Назив           | Трајање |  |
| 1.              | Помози си себи  | 4:17    |  |
| 2.              | Како ја тако ти | 3:37    |  |
| 3.              | Буди сам свој   | 3:37    |  |
| 4.              | Истине          | 3:33    |  |
| 5.              | О љубави        | 5:13    |  |
| 6.              | Да сијамо       | 3:00    |  |
| 7.              | Сигнали         | 5:07    |  |
| 8.              | Пролази време   | 3:46    |  |
| 9.              | Крај мене       | 5:36    |  |
| 10.             | Идемо сви       | 5:13    |  |
| Укупно трајање: | Укупно трајање: | 42:59   |  |

## Синглови и спотови
- 1. Истине
  - Сингл је објављен у децембру 2018. године.
  - Спот је режирала Дина Абу Мајале.[8]
- 2. Пролази време
  - Сингл је објављен у марту 2019. године.
  - Спот садржи видео снимке из детињства чланова групе. Режијом и монтажом спота позабавили су се Дина Абу Мајале и Јанко Џамбас.[9]
- 3. Како ја тако ти
  - Сингл је објављен у октобру 2019. године.
  - Спот је режирала Дина Абу Мајале.[10]

## Музичари
- Постава групе
  - Јанко Џамбас — вокал, гитара
  - Дина Абу Мајале — вокал, синтесајзер, удараљке
  - Димитрије Мандић — вокал, виолина
  - Милош Павловић — вокал, гитара
  - Михајло Ивановић — бас-гитара
  - Милан Стоиљковић — бубањ [1][2]

## Остали допринос албуму
- тонски сниматељ: Роберт Телчер
- продукција, микс и мастеровање: Роберт Телчер, Јанко Џамбас
- дизајн омота: Кристина Ивановић [1][2]

## Рецензије
| Медиј     | Аутор рецензије    | Оцена         | Изв.   |
| --------- | ------------------ | ------------- | ------ |
| Балканрок | Урош Матовић       | 9/10 звездица | [ 3 ]  |
|           | Срђан Страјнић     | 8/10 звездица | [ 11 ] |
|           | Слободан Вујановић | 8/10 звездица | [ 12 ] |